# Roko Sikirić
Roko Sikirić (* 22. August 1981 in Zadar, Jugoslawien) ist ein ehemaliger kroatischer Volleyballspieler und arbeitet aktuell als Sportdirektor.

## Karriere
Sikirić begann 1990 mit dem Volleyball. In seiner Heimat spielte er für HAOK Mladost Zagreb, wobei er vier Meisterschaften und drei Pokalsiege feiern konnte. Bei seiner ersten Station im Ausland wurde er 2004 mit den hotVolleys Wien österreichischer Meister. In Frankreich war er zunächst für Narbonne Volley aktiv, ehe er 2007 bei AS Cannes den französischen Pokal gewann. Nachdem er in Italien bei Cagliari Volley gespielt hatte, ging er zum arabischen Verein Al-Ahli Dubai. Von dort wechselte der auf der Diagonal- und Außenposition einsetzbare Sikirić 2010 zum deutschen Bundesligisten Generali Haching. Mit den Bayern gewann er 2011 den DVV-Pokal. Anschließend wechselte er zum Liga-Konkurrenten Berlin Recycling Volleys. Mit den Berlinern wurde er 2012, 2013 und 2014 dreimal in Folge deutscher Meister. Außerdem erreichte er das Finale im DVV-Pokal 2013/14. Nach der Saison beendete er seine Karriere als Spieler und übernahm bei den BR Volleys eine neue Funktion als Sportdirektor.